# Dick Sprang
Richard W. "Dick" Sprang (28 de julho de 1915 - 10 de Maio de 2000) foi um desenhista estadunidense de história em quadrinhos, conhecido por seu trabalho em Batman durante o período chamado de Era de Ouro dos Quadrinhos.